# 威廉皇帝纪念教堂
威廉皇帝纪念教堂（德語：Kaiser-Wilhelm-Gedächtniskirche）是位于德国首都柏林一座的新教聯合教會教堂。最初由德意志帝国皇帝威廉二世下令建造，以纪念德意志帝国首任皇帝威廉一世大帝（威廉二世為了淡化俾斯麥的德意志統一功業，特意尊崇威廉一世為大帝）。教堂在第二次世界大战中受损严重，战后保留了舊教堂鐘樓的残骸，并在周围建造了新教堂和钟楼、礼拜堂和前厅，旧建筑和新建筑的合二为一给人压迫感，作为警世战争的纪念。

## 建筑
威廉皇帝纪念教堂由一组建筑群组成，以旧教堂钟楼的残骸为中心，西侧是新教堂和前厅，东侧是新教堂钟楼，东北侧是礼拜堂。
新教堂建造在八角形的混凝土基座上，每个角上建造圆柱形钢柱，钢柱在八个平面内以正方形格状钢结构连结。钢构网络中加入了蜂窝状混凝土框架，在上层的蜂窝状混凝土框架中嵌入了蓝色、宝石红、翡翠绿和黄色的彩色玻璃，在光线照射下显得格外亮丽，教堂也因这些彩色的玻璃幕墙而闻名。
教堂内室建造了双层的墙壁，两堵墙壁之间有2.45米宽的空隙，起到隔音的效果，使得身处城市中心闹市地段的教堂，仍为祈祷者保持着一片宁静。教堂内室高20.5米，直径35米，可容纳超过1000个座位。

## 历史

### 威廉二世建造
19世纪末，德意志帝国皇帝威廉二世下令在柏林建造一座教堂，以纪念他的祖父、德意志帝国的第一个皇帝威廉一世，并命名为“威廉皇帝纪念教堂”。教堂于1891年3月22日奠基，1895年9月1日落成，它是一座带有哥特式元素的新罗马式建筑，建筑装饰使用了马赛克、浮雕和雕塑，它成为当时刚刚建立的柏林城西的一个亮点和出色的建筑作品。威廉二世相当重视这座教堂的建造，他亲自挑选了设计方案，并为设计出谋划策，还多次亲临建筑工地，但是在经济上皇室却未拨出分文，总共680万金马克的建设费用完全摊派到德国的各省。
教堂的设计者是当时声名显赫的皇家建筑师弗兰茨·施韦希特，他出生在科隆，曾为科隆所在的莱茵兰地区设计了多座罗马式教堂，他给威廉皇帝纪念教堂定下了新罗马式风格的设计方案，教堂的许多细节都直接继承了莱茵兰地区教堂的特点，比如不对称的走道和凝灰岩的外墙，凝灰岩在莱茵兰地区的教堂被普遍使用，但是在勃兰登堡却不曾使用过，它结构疏松并不适合于勃兰登堡地区的气候特点。
教堂有5座相当有特色的钟楼，其中的主钟楼高113米，当时是柏林的最高建筑。由于这座教堂的成功，新罗马式建筑一度风靡整个德国。教堂内部的装修也非常精致，前厅由马赛克艺术作品装饰，下方是供霍亨索伦王朝的皇室成员礼拜之用的十字架，它象征着当时普遍接受的君权神授说，这件作品和它所表达的意义对于威廉二世来说是至关重要的。纪念大厅内的画作由德国雕塑家阿道夫·布吕特（Adolf Brütt，1855年5月10日—1939年11月6日）在1906年完成，画作展现的是1870年至1871年的普法战争。
威廉皇帝纪念教堂的建造，也受到了极端保守主义和反犹太主义的牧师阿道夫·施托克（Adolf Stoecker，1835年12月11日—1909年2月2日）的影响，在他的推动下兴起了福音派教堂的建造风潮，早在威廉二世即位前的1887年，施托克就试图赢得威廉二世对于他理想的支持。威廉二世同他之间的关系，引起了政界的争论，成为威廉二世同帝国首相俾斯麦之间的第一次严重分歧，俾斯麦最终在1890年被逼辞职。

### 二战后重建
第二次世界大战中，威廉皇帝纪念教堂在1943年11月的盟军轰炸中被严重损毁。战后，人们起先想在教堂残骸中新建一座亮丽的教堂，此后在1957年3月的一场为新建威廉皇帝纪念教堂而举办的建筑设计比赛中，来自卡尔斯鲁厄大学的建筑学教授埃貢·艾爾曼（Egon Eiermann，1904年9月29日—1970年7月19日）的设计脱颖而出，他计划将残骸完全拆除并建造一座现代风格的新教堂。然而这一设计的获奖引起了柏林市民的极大争议和反对，柏林市民希望保留旧教堂的残骸以示纪念。最终双方达成了妥协，68米高的旧教堂钟楼残骸得以保留和保护，以警世战争，残骸周围则依照艾尔曼的方案建造四栋新建筑：八边形的教堂中殿、六边形的钟楼、四边形的礼拜堂以及前厅。艾尔曼也为教堂内室设计了圣坛、洗礼池和蜡烛台等。威廉皇帝纪念教堂成为艾尔曼一生众多辉煌作品中的经典之作。
1961年12月17日圣诞节前夕，奥托迪·贝利乌斯（Otto Dibelius，1880年5月15日—1967年1月31日）主教为新建的威廉皇帝纪念教堂揭幕。
新教堂的一个特色是分成格状的墙壁，由超过3万块玻璃窗组成，由法国玻璃艺术家加布里尔·洛伊尔（Gabriel Loire）在法国沙特尔的工作室完成，他曾为法国的约400座教堂和世界上不计其数的教堂设计过玻璃幕墙和玻璃窗。洛伊尔将彩色的玻璃切割成不规则的小块，重新组合成正方形，嵌入混凝土铸成的墙壁格子中。玻璃碎片将照射上来的光线折射出去，产生宝石切割般的效果。夜晚教堂被彩色光照亮，而白天折射后的阳光呈现蓝色透入教堂内室。双层的外墙结构起到隔音的效果。
威廉皇帝纪念教堂除了它本身具有二战纪念意义外，教堂内的“考文垂的十字架”同样记录着这段历史。这座十字架来自英国考文垂座堂的楼顶，它在二战中被德国空军炸毁。另外有一幅画作《斯大林格勒圣母》，是德国防卫军军医库尔特·罗伊博（Kurt Reuber，1906年5月26日—1944年1月20日）在斯大林格勒战役期间所作，这幅画作的复制品挂在考文垂座堂的礼拜堂、斯大林格勒大教堂和许多其他教堂内。
如今，威廉皇帝纪念教堂是重要的战后现代风格纪念建筑，也是柏林的标志之一，吸引了众多游客。

## 圖集

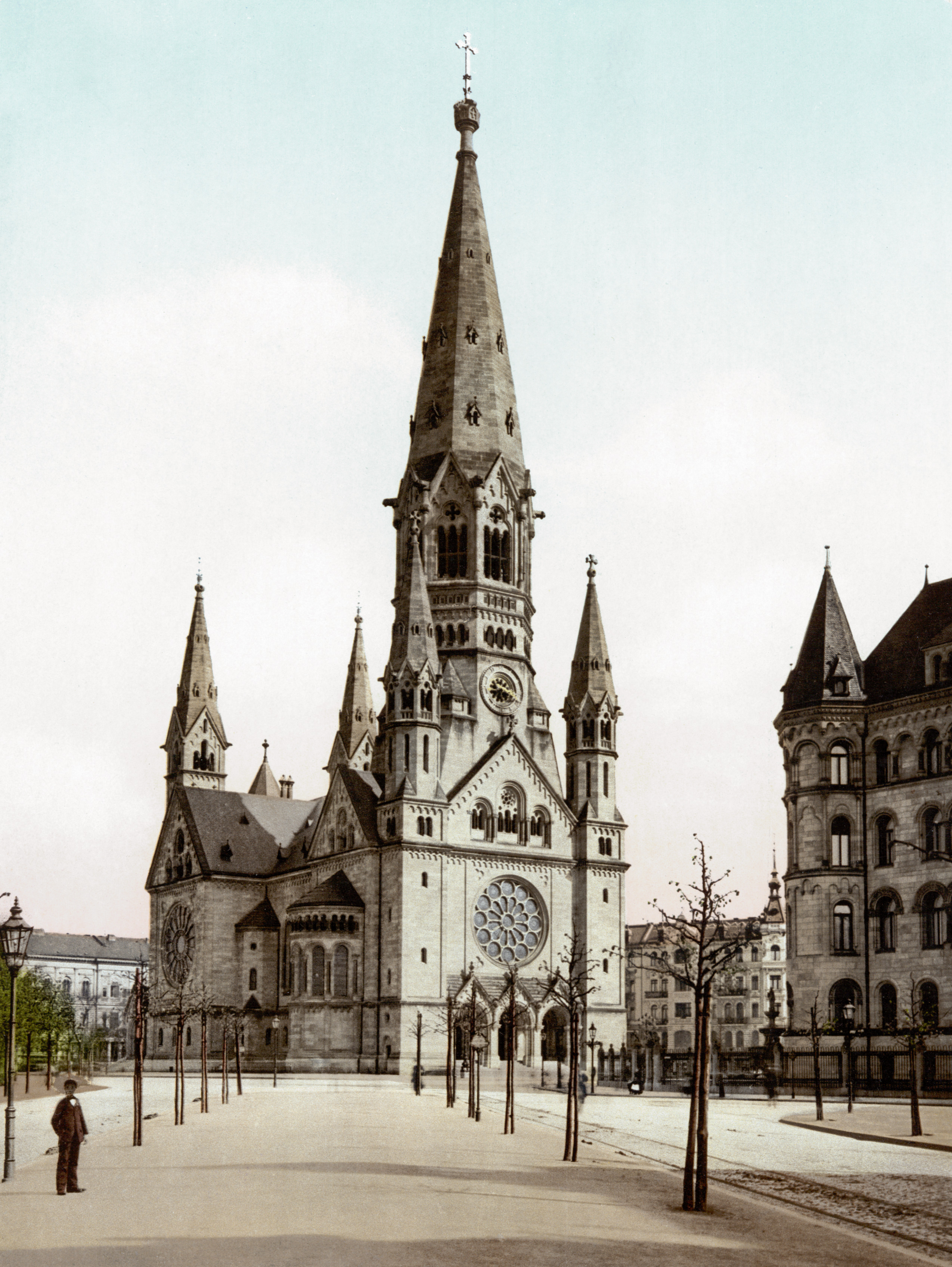
约1900年时的威廉皇帝纪念教堂
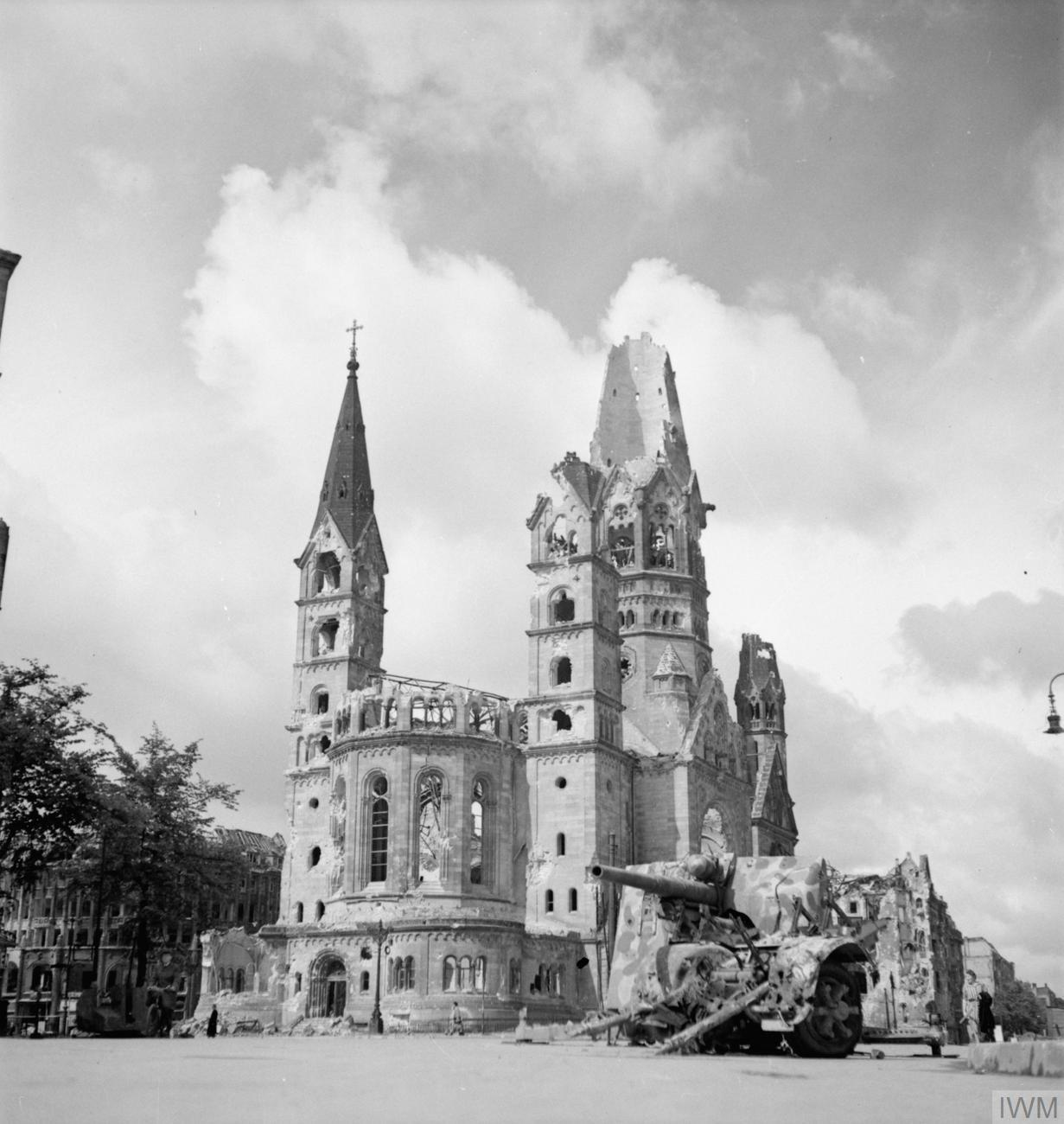
1945年7月7日，在二战中被摧毁的威廉皇帝纪念教堂
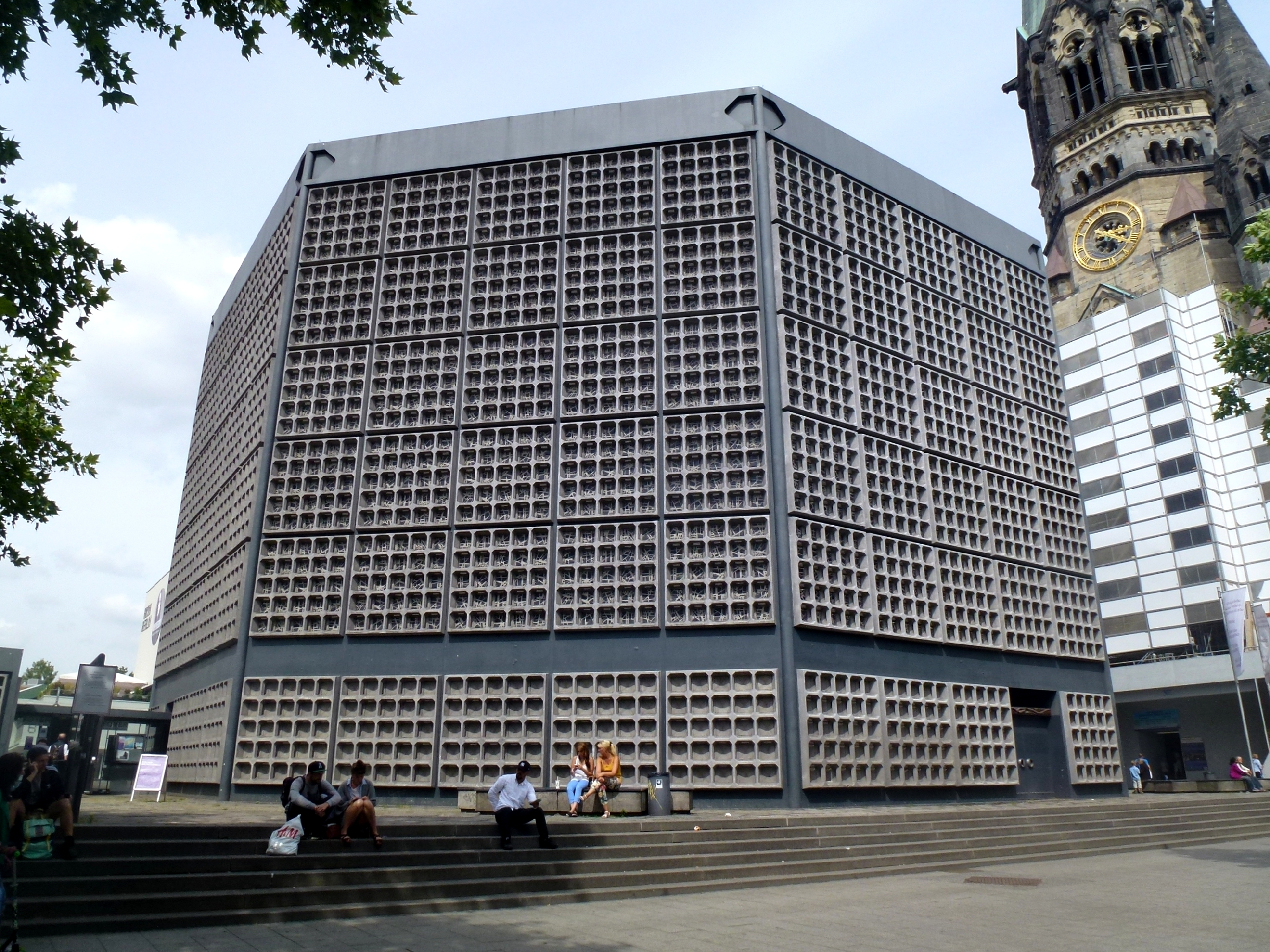
新教堂的外觀
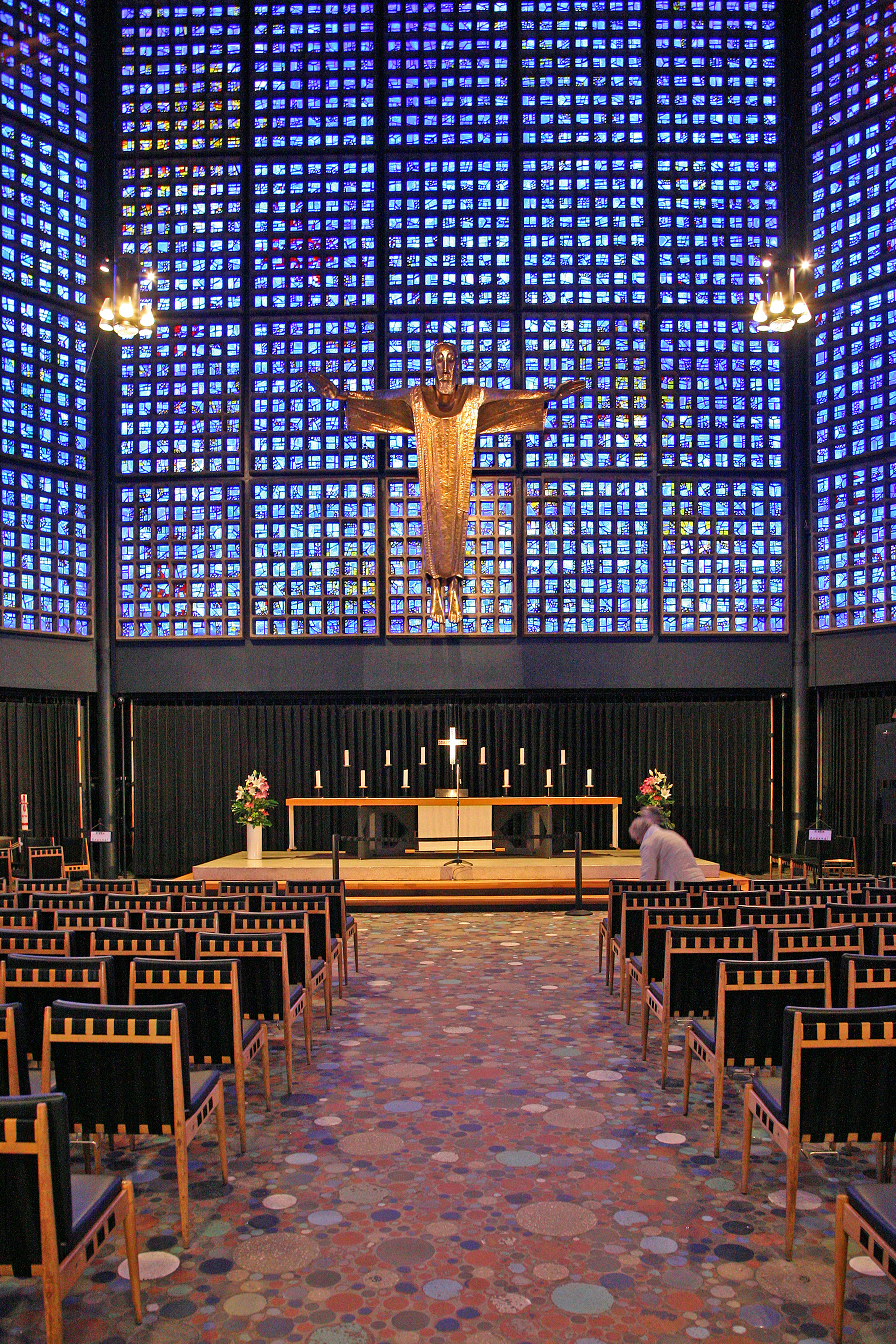
新教堂的內景
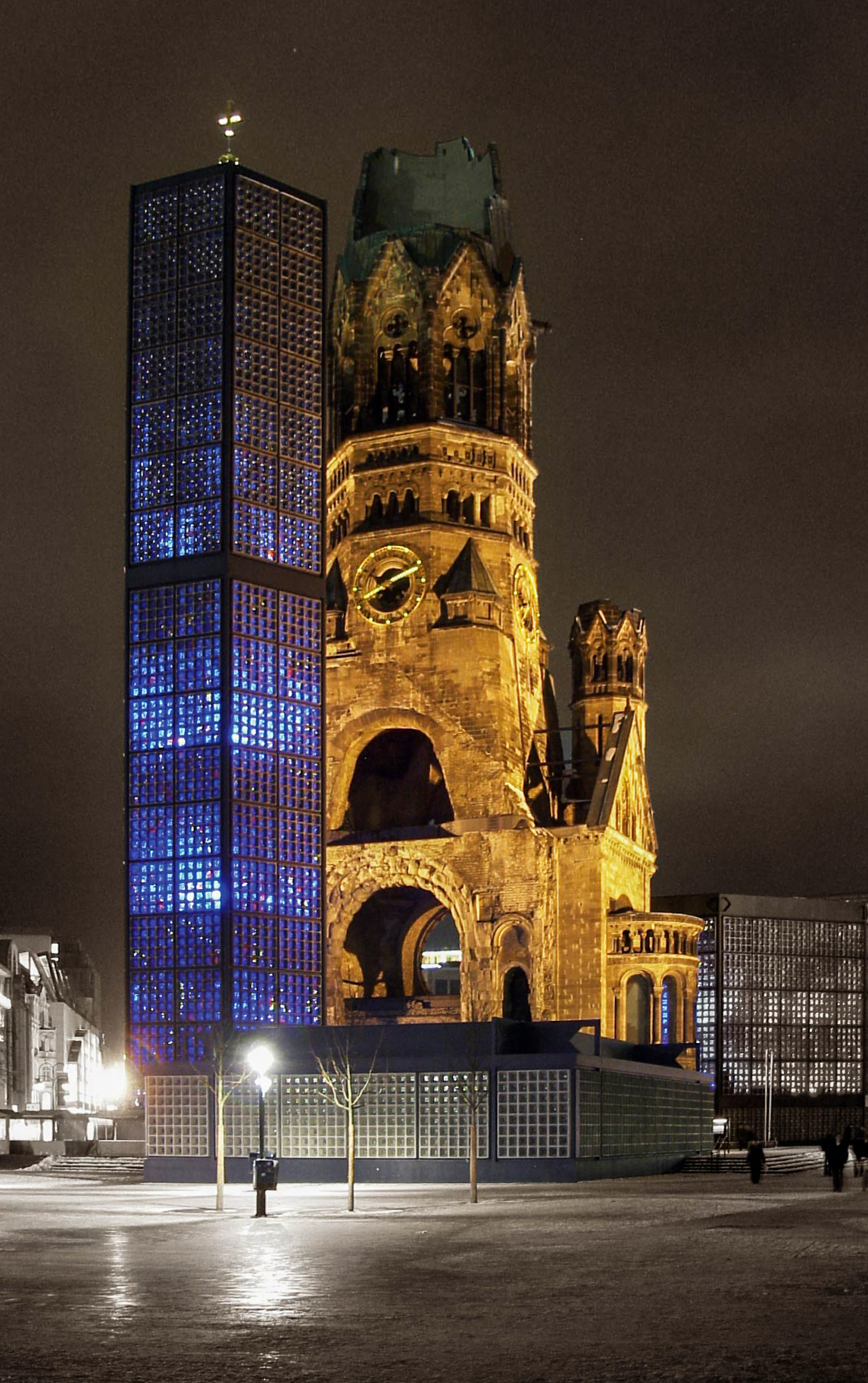
新教堂的夜景，钟楼的玻璃幕墙呈现亮丽的蓝色
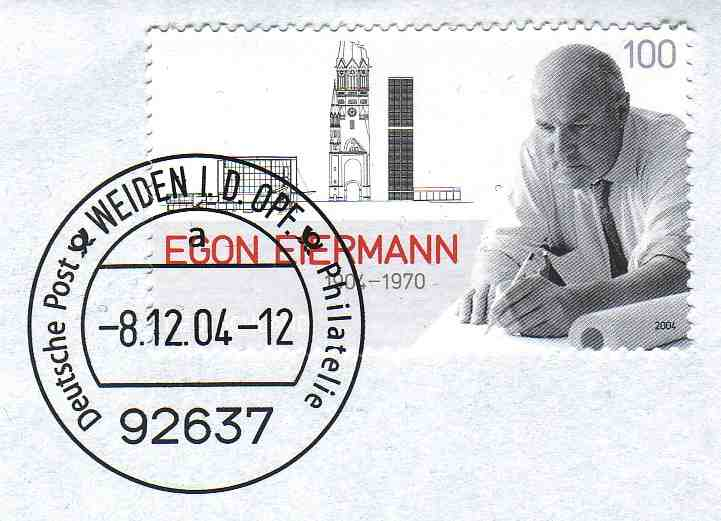
2004年德国发行的纪念邮票，埃贡·艾尔曼和他的新威廉皇帝纪念教堂